# Unterseeboot 68 (1941)
Pour les articles homonymes, voir Unterseeboot 68.

Le Unterseeboot 68 (ou U-68) est un sous-marin (U-Boot) allemand construit pour la Kriegsmarine pendant la Seconde Guerre mondiale.
Ce U-Boot a obtenu le 9e meilleur résultat de tous les U-Boote de la Seconde Guerre mondiale.

## Historique
Mis en service le 11 février 1941, l'U-68 réalise sa première patrouille, quittant le port de Kiel le 30 juin 1941 sous les ordres du korvettenkapitän Karl-Friedrich Merten et rejoint la base sous-marine de Lorient le 1er août 1941, après 33 jours de mer.
L'Unterseeboot 68 a effectué dix patrouilles dans lesquelles il a coulé 32 navires marchands pour un total de 197 453 tonneaux, ainsi qu'un navire de guerre auxiliaire 545 tonneaux sur un total 596 jours en mer.
Il quitte Lorient pour sa dixième patrouille le 22 mars 1944 sous les ordres de l'Oberleutnant zur See Albert Lauzemis. Après 20 jours en mer, l'U-68 est coulé le 10 avril 1944, dans l'Atlantique nord au nord-ouest de Madère au Portugal à la position de 33° 24′ N, 18° 59′ O par des charges de profondeur lancées par des avions Avenger et Wildcat du porte-avions d'escorte USS Guadalcanal. 
L'attaque a fait cinquante-six morts et un rescapé, le canonnier du canon de 37 mm.

## Affectations successives
- 2. Unterseebootsflottille du 11 février 1941 au 10 avril 1944

## Commandement
- korvettenkapitän Karl-Friedrich Merten du 11 février 1941 au 21 janvier 1943
- Oberleutnant zur See Albert Lauzemis du 21 janvier 1943 au 16 juin 1943
- Oberleutnant zur See Ekkehard Scherraus  du 16 juin 1943 à juillet 1943
- Oberleutnant zur See Gerhard Seehausen  de juillet 1943 au 29 juillet 1943
- Oberleutnant zur See Albert Lauzemis du 30 juillet 1943 à 10 avril 1944

## Patrouilles
|       | Commandant                    | Départ            | Départ  | Arrivée          | Arrivée | Jours     | Succès    |
| ----- | ----------------------------- | ----------------- | ------- | ---------------- | ------- | --------- | --------- |
| 1     | KrvKpt. Karl-Friedrich Merten | 30 juin 1941      | Kiel    | 1er août 1941    | Lorient | 33 jours  |           |
| 2     | KrvKpt. Karl-Friedrich Merten | 11 septembre 1941 | Lorient | 25 décembre 1941 | Lorient | 106 jours | 23 697    |
| 3     | KrvKpt. Karl-Friedrich Merten | 11 février 1942   | Lorient | 13 avril 1942    | Lorient | 62 jours  | 39 350    |
| 4     | KrvKpt. Karl-Friedrich Merten | 14 mai 1942       | Lorient | 10 juillet 1942  | Lorient | 58 jours  | 50 774    |
| 5     | KrvKpt. Karl-Friedrich Merten | 20 août 1942      | Lorient | 6 décembre 1942  | Lorient | 109 jours | 56 330    |
| 6     | Oblt. Albert Lauzemis         | 3 février 1943    | Lorient | 7 mai 1943       | Lorient | 94 jours  | 10 186    |
| 7     | Oblt. Albert Lauzemis         | 12 juin 1943      | Lorient | 16 juin 1943     | Lorient | 5 jours   |           |
|       | Oblt. Albert Lauzemis         | 1er août 1943     | Lorient | 3 août 1943      | Lorient | 3 jours   |           |
| 8     | Oblt. Albert Lauzemis         | 14 août 1943      | Lorient | 15 août 1943     | Lorient | 2 jours   |           |
| 9     | Oblt. Albert Lauzemis         | 8 septembre 1943  | Lorient | 23 décembre 1943 | Lorient | 107 jours | 17 661    |
| 10    | Oblt. Albert Lauzemis         | 22 mars 1944      | Lorient | 10 avril 1944    | Coulé   | 20 jours  |           |
| Total | Total                         | Total             | Total   | Total            | Total   | 596 jours | 197 998 t |

Note : Oblt. = Oberleutnant zur See - Korvettenkapitän. = Korvettenkapitän

### Opérations Wolfpack
L'U-68 a opéré avec les Wolfpacks (meutes de loup) durant sa carrière opérationnelle:
1. Eisbär (25 août 1942 - 1er septembre 1942)

## Navires coulés
L'Unterseeboot 68 a coulé 32 navires marchands pour un total de 197 453 tonneaux, ainsi qu'un navire de guerre auxiliaire 545 tonneaux sur un total de 10 patrouilles (596 jours en mer) qu'il effectua. 
| Date              | Nom                     | Nationalité     | Tonnage (GRT) | Fait  |
| ----------------- | ----------------------- | --------------- | ------------- | ----- |
| 22 septembre 1941 | Silverbelle             | Grande-Bretagne | 5 302         | Coulé |
| 22 septembre 1941 | Darkdale                | Grande-Bretagne | 8 145         | Coulé |
| 28 octobre 1941   | Hazelside               | Grande-Bretagne | 5 297         | Coulé |
| 1er novembre 1941 | Bradford City           | Grande-Bretagne | 4 953         | Coulé |
| 3 mars 1942       | Helerus                 | Grande-Bretagne | 7 366         | Coulé |
| 8 mars 1942       | Baluchistan             | Grande-Bretagne | 6 992         | Coulé |
| 16 mars 1942      | Baron Newlands          | Grande-Bretagne | 3 386         | Coulé |
| 17 mars 1942      | Allende                 | Grande-Bretagne | 5 081         | Coulé |
| 17 mars 1942      | Ile de Batz             | Grande-Bretagne | 5 755         | Coulé |
| 17 mars 1942      | Scottish Prince         | Grande-Bretagne | 4 917         | Coulé |
| 30 mars 1942      | Muncaster Castle        | Grande-Bretagne | 5 853         | Coulé |
| 5 juin 1942       | L.J. Drake              | USA             | 6 693         | Coulé |
| 5 juin 1942       | MV C.O. Stillman        | Panama          | 16 436        | Coulé |
| 10 juin 1942      | Ardenvohr               | Grande-Bretagne | 5 025         | Coulé |
| 10 juin 1942      | Port Montreal           | Grande-Bretagne | 5 882         | Coulé |
| 10 juin 1942      | Surrey                  | Grande-Bretagne | 8 581         | Coulé |
| 15 juin 1942      | Frimaire                | France          | 9 242         | Coulé |
| 23 juin 1942      | Arnaga                  | Panama          | 2 345         | Coulé |
| 12 septembre 1942 | Trevilley               | Grande-Bretagne | 5 298         | Coulé |
| 15 septembre 1942 | Breedijk                | Pays-Bas        | 6 861         | Coulé |
| 8 octobre 1942    | Gaasterkerk             | Pays-Bas        | 8 679         | Coulé |
| 8 octobre 1942    | Koumoundouros           | Grèce           | 3 598         | Coulé |
| 8 octobre 1942    | Sarthe                  | Grande-Bretagne | 5 271         | Coulé |
| 8 octobre 1942    | Swiftsure               | USA             | 8 207         | Coulé |
| 9 octobre 1942    | Belgian Fighter         | Belgique        | 5 403         | Coulé |
| 9 octobre 1942    | Examelia                | USA             | 4 981         | Coulé |
| 6 novembre 1942   | City of Cairo           | Grande-Bretagne | 8 034         | Coulé |
| 13 mars 1943      | Ceres                   | Pays-Bas        | 2 680         | Coulé |
| 13 mars 1943      | Cities Service Missouri | USA             | 7 506         | Coulé |
| 21 octobre 1943   | HMS Orfasy              | Grande-Bretagne | 545           | Coulé |
| 22 octobre 1943   | Litiopa                 | Norvège         | 5 356         | Coulé |
| 31 octobre 1943   | New Columbia            | Grande-Bretagne | 6 574         | Coulé |
| 30 novembre 1943  | Fort de Vaux            | France          | 5 186         | Coulé |